# 周玉 (明朝將領)
周玉，字廷璧，明朝軍事將領。周賢之子。

## 生平
周玉因父死，超二官為萬全都司都指揮同知，督理屯田。進都指揮使，擔任宣府遊擊將軍。成化九年，會昌侯孫繼宗舉薦其才能，命率所部援延綏，跟從王越襲紅鹽池。后進署都督僉事，還守宣府，并擊退馬營、赤城等入寇。兵部稱宣府諸大帥無功，而周玉卻率所部三千人能追敵出境，請加一秩酬其勞，乃予實授。后擔任宣府副總兵。成化十三年，佩征朔將軍印，鎮宣府，在紅崖破敵，后晋署都督同知。成化十七年，其與參將吳儼、少監崖榮分兵三路出塞，后均被圍攻。守備張澄率兵救援，其死傷過半。詔張錄澄功，治吳儼等罪。周玉先以葛谷堡、赤城頻受掠，之後被彈劾論戰，明憲宗均置之不問。成化十九年，蒙古小王子達延汗進犯大同，擊敗總兵官許寧，并在順聖川大掠，以六千起兵襲擊宣府。周玉親率兩千人先行，然後巡撫秦纮兵繼進，至白腰山擊敗蒙古軍。指揮曹洪邀擊至西陽河，都指揮孫成亦敗蒙古軍于七馬房。當時蒙古乘勝入侵，均悉數被周玉所挫。之後周玉再次設伏兵襲擊入侵獲勝。朱永至大同，復會玉軍擊敗蒙古，周玉進署右都督。余子俊因邊墻，周玉不予幫助，且與秦纮不相能。奏請移鎮甘肅。明孝宗繼位后，實授右都督。弘治七年，病歸后去世。謚武僖。